# Club UPF
El Club Deportivo Unidos por el Fútbol La Mar, conocido también como UPF La Mar, o simplemente UPF, es un club de fútbol del distrito de Chorrillos, en la ciudad de Lima Metropolitana. Fue fundado el 1 de enero de 2007 y juega en la Copa Perú.

## Historia
UPF es un club del distrito de Chorrillos en la ciudad de Lima. Dentro de su liga local, es el club con menos años de antigüedad.

## Uniforme
- Uniforme titular: Camiseta dorada, pantalón negro, medias negras.
- Uniforme alternativo: Camiseta blanca, pantalón blanco, medias blancas.

## Estadio
Sus partidos como local lo juega en el Estadio Municipal de Chorrillos, en la ciudad de Lima.

## Palmarés

### Torneos regionales
- Segunda División Distrital de Chorrillos: 2012